# Potravinová bezpečnost
Potravinová bezpečnost země či regionu je pojem označující fyzickou a finanční dostupnost dostatečného množství kvalitních potravin pro obyvatelstvo určité země – nejedná se tedy o potravinovou soběstačnost země (autarkie). 
Jako ohrožení potravinové bezpečnosti se označují faktory, které mohou ztížit dostupnost potravin v celosvětovém měřítku. Těmto faktorům je nutné věnovat dostatečnou pozornost a řešit jejich dopady, aby v budoucnu bylo možné zajistit dostatek jídla pro všechny obyvatele planety.

## Pilíře potravinové bezpečnosti
Světová zdravotnická organizace pro stanovení potravinové bezpečnosti uvádí tři pilíře: dostupnost potravin, přístup k potravinám a využití potravin. Organizace FAO pak přidává další pilíř: průběžnou stabilitu prvních tří zmíněných pilířů potravinové bezpečnosti. V roce 2009 na Světovém summitu o potravinové bezpečnosti zaznělo, že „čtyřmi pilíři potravinové bezpečnosti jsou dostupnost, přístup, využití a stabilita.“ V roce 2020 byly Nejvyšším expertním panelem Komise pro světovou potravinovou bezpečnost navrženy další dva pilíře potravinové bezpečnosti: zastupitelnost a udržitelnost.

### Dostupnost
Dostupnost jídla se týká zásobování potravinami prostřednictvím produkce, distribuce a výměny. Produkce jídla závisí na řadě různých faktorů, mimo jiné na vlastnictví a způsobu využívání pozemků; obdělávání půdy; výběru, šlechtění a správě plodin; chovu a správě dobytka; a sklizni. Produkci potravin mohou ovlivnit změny úhrnu srážek a teplot. Dalším prvkem, který může produkci potravin ovlivnit, je fakt, že využití půdy, vody a energie k výrobě jídla musí často soupeřit s využitím k jiným účelům. Půda, která je využívána pro zemědělské účely, může být využita k urbanizaci, nebo může zaniknout vlivem dezertifikace, salinizace či erozím půdy v důsledku neudržitelných zemědělských postupů. Produkce plodin není podmínkou toho, aby země dosáhla potravinové bezpečnosti. Národy tak nemusí za účelem potravinové bezpečnosti vlastnit přírodní zdroje potřebné k produkci plodin, jak lze vidět na příkladu Japonska a Singapuru.
Jelikož konzumenti jídla v řadě zemí převažují nad producenty, musejí se potraviny vyvážet do celého světa. Distribuce potravin zahrnuje jejich skladování, zpracování, transport, balení a marketing. Míru plýtvání potravin během distribučního procesu může ovlivnit infrastruktura potravního řetězce a technologie skladování na farmách. Špatná infrastruktura transportu může vést ke zvýšení cen dodávek vody a hnojiv, ale také cen přesunu potravin na národní a světové trhy (existují i soběstačné skupiny či domácnost, těch ve však v celosvětovém měřítku minimum). Proto vzniká potřeba směn, výměn či peněžní soustavy pro získání potravin. K výměně potravin jsou třeba efektivní směnné systémy a tržní instituce, což může ovlivňovat potravinovou bezpečnost. Světové zásoby jídla jsou v přepočtu na obyvatele více než dostatečné k tomu, aby byla zajištěna potravinová bezpečnost pro všechny, proto větší překážku v dosažení potravinové bezpečnosti tvoří přístup k potravinám.

### Přístup
Přistup k potravinám označuje dostupnost a příděl potravin, ale také preference jednotlivců a domácností. Komise pro ekonomická, sociální a kulturní práva OSN uvádí, že příčinou hladovění a podvyživení často není nedostatek potravin, ale nemožnost přístupu k dostupným potravinám, většinou v důsledku chudoby. Chudoba může omezit přístup obyvatel k potravinám a zároveň může zvýšit míru toho, jak jsou jednotlivci či domácnosti náchylní k výkyvům cen. Přistup k potravinám závisí na tom, zda má domácnost dostatek příjmů k pořízení potravin při panujících cenách či zda vlastní dostatek půdy a dalších zdrojů pro vypěstování vlastních potravin. Domácnosti s dostatkem zdrojů dokáží překonat výkyvy ve sklizni a nedostatek lokálních potravin a udržet si přístup k potravinám.
Rozlišují se dva druhy přístupu k potravinám: přímý přístup, kdy domácnost produkuje potraviny s pomocí lidských a materiálních zdrojů, a ekonomický přístup, kdy domácnost nakupuje potraviny vyprodukované jinde. Přístup rodiny k potravinám a to, na jakém přístupu bude závislá, může ovlivňovat geografická poloha. Dále může o přístupu domácnosti k potravinám rozhodovat majetek domácnosti, včetně příjmů, půdy, produkty práce, dědictví a dary, Možnost přístupu k dostatku potravin však nemusí znamenat, že si jedinec či domácnost nakoupí potraviny na úkor dalších materiálů a služeb. Preference domácnosti určuje demografická situace a úroveň vzdělání členů domácnosti, ale také pohlaví hlavy domácnosti, což dále ovlivňuje rozhodnutí, jaké druhy potravin se nakoupí. Přístup domácnosti k dostatku výživných potravin nemusí zajištovat dostatečný příjem potravin všech členů domácnosti, jelikož rozdělení potravin uvnitř domácnosti nemusí stačit potřebám jednotlivých členů domácnosti. Americké ministerstvo zahraničí dodává, že přístup k potravinám musí být dostupný společensky přijatelným způsobem, aniž by vyžadoval například uchýlení se k nouzovým zásobám potravin, vybírání popelnic, krádežím či dalším řešením.
Stereotypy kolující ve společnosti a přesvědčení týkající se určitých skupin obyvatelstva mohou vést k diskriminaci a potenciálně také k marginalizaci, což může mít za následek vyloučení ze společenského a ekonomického života. Příkladem jsou jednotlivci, kteří se nemohou účastnit kulturních norem ve své komunitě, jako je přístup k potravinám na oslavu určitých náboženských či kulturních svátků, kvůli vyloučení ze společnosti, může se zvýšit pravděpodobnost, že u nich vznikne potravinová nejistota. Konkrétněji řečeno, nebudou naplněny jejich společenské a psychologické potřeby. Například u původních obyvatel je vyšší riziko potravinové nejistoty v důsledku vyloučení, na což poukazuje vyšší míra růstu u komunit původních obyvatel (např. Guatemala) oproti komunitám nepůvodních obyvatel. Tento fakt může být také přisuzován neschopnosti udržet si přístup k tradičním potravinám a bio-kulturním zdrojům, které tvoří základ jejich stravy.
Návyky ve stravování a jídlech tvoří kultura, která také může určovat zažité rituály, jako například kdy a jak se jídlo připravuje a konzumuje. Například přesídlení uprchlíci mohou mít problémy přizpůsobit se novým kulturním stravovacím návykům a zorientovat se v novém potravinovém prostředí, což je činí náchylnějšími k riziku vzniku potravinové nejistoty, přestože mají jistý přístup k potravinám.

### Využití
Dalším pilířem potravinové bezpečnosti je využití potravin, které se týká spotřeby potravin jednotlivci. Jakmile domácnost získá potraviny, množství a kvalitu potravin, které se dostanou k jednotlivým členům domácnosti ovlivňuje řada faktorů. Aby bylo dosaženo potravinové bezpečnosti, musí být konzumované potraviny bezpečné a musí dostatečně splňovat fyziologické potřeby jednotlivce. Na využití jídla má vliv bezpečnost potravin a může jej ovlivnit také příprava, zpracování a způsob přípravy jídla v komunitě a domácnosti. To, jakým způsobem jídlo připravujeme, vysokou mírou ovlivňuje naše kultura, Využití potravin mohou velkou mírou ovlivnit tradiční způsoby zpravování potravin, což má vliv na přípravu jídel v současnosti. Techniky zpracování potravin, jako je fermentace, klíčení či namáčení mohou zvýšit výživovou hodnotu a bezpečnost jídla a zároveň jsou ekonomicky a energeticky výhodné. Zkoumáním benefitů těchto tradičních technik a toho, jak různé kultury využívají potraviny, můžeme lépe pochopit principy zpracování, přípravy a skladování potravin, čímž se zvýší celková potravinová bezpečnost. Výživové hodnoty domácnosti určují výběr potravin a to, zda potraviny splňují kulturní preference, je důležité pro využití s ohledem na psychologický a společenský blahobyt. Dalším aspektem využití potravin je přístup ke zdravotní péči, jelikož zdraví jednotlivců ovlivňuje to, jak potraviny tráví. Například střevní parazité mohou z těla odebírat živiny a snižovat tak využití potravin. Výskyt a rozšíření nemocí, které ovlivňují využití potravin, může snížit sanitace. Mezi další faktory ovlivňující využití potravin patří vzdělání v oblasti výživy a přípravy jídla, což může tento pilíř také vylepšit.

### Stabilita
Potravinová stabilita se týká možnosti získat potraviny v průběhu času. Potravinová nejistota se dělí na přechodnou, sezónní nebo chronickou. Při přechodné potravinové nejistotě jsou potraviny nedostupné během určitého životního období. Na úrovni produkce jídla mohou mít přírodní katastrofy a sucho za následek neúrodu plodin a menší dostupnost potravin. Přístup k jídlu omezují také občanské konflikty. Přechodnou potravinovou nejistotu může způsobovat nestabilita na trzích s následkem výkyvů ven potravin. Dalšími faktory, které mohou dočasně způsobit potravinovou nestabilitu, jsou ztráta zaměstnání či pokles produktivity vzniklý v následku onemocnění. Sezónní potravinová nejistota vzniká s ohledem na pravidelné schéma sezónního pěstování plodin.
Chronická (jinak také trvalá) potravinová nejistota je definována jako dlouhodobý trvalý nedostatek příslušného množství potravin. V tomto případě provází domácnosti konstantní riziko toho, že nebudou moci poskytnout dostatek jídla, který by splňoval potřeby jednotlivých členů domácnosti. Chronická a přechodná potravinová nejistota jsou propojené, neboť opakující se přechodná potravinová nejistota může činit domácnosti náchylnější k chronické potravinové nejistotě.

### Zastupitelnost
Zastupitelnost odkazuje na způsobilost jednotlivců či skupin činit vlastní rozhodnutí ohledně toho, jaké potraviny konzumují, jaké potraviny produkují, jak jsou tyto potraviny produkovány, zpracovávány a distribuovány v rámci potravních systémů, a jejich schopnost účastnit se procesů, které se podílí na tvorbě pravidel a správě potravinového systému.

### Udržitelnost
Udržitelnost označuje dlouhodobou schopnost potravinových systémů poskytovat potravinovou bezpečnost a živiny způsobem, který neohrožuje základní ekonomické, společenské ani environmentální hodnoty, které zajistí potravinovou bezpečnost a živiny i pro příští generace.

## Hlavní rizika
Celý systém produkce potravin je ovlivněn řadou různých faktorů. Mezi ty nejvíce ohrožující patří nárůst lidské populace naší planety a jeho poptávka po dostatečném množství potravin, ztenčování vodních zásob a nerostných surovin, či degradace velké části zemní půdy. Současná změna klimatu na Zemi výrazně ovlivní fungující ekosystém. Postupem času se rozmanitost rostlin začne měnit, dojde k záhubě a vzniku nových druhů rostlin i zvířecích chorob. Naroste cena energie a jídla společně i s jejich plýtváním. Toto vše bude mít na potravinovou bezpečnost obrovský dopad.

## Ohrožující faktory

### Růst lidské populace
Země má zhruba 7,8 miliard obyvatel a očekává se, že se toto číslo do roku 2050 navýší až o třetinu na zhruba 10 miliard obyvatel. Nejvyšší nárůst se odhaduje u obyvatel subsaharské populace (+114 %) a nejméně v oblasti jihovýchodní Asie (+13 %). Kvůli urbanizaci bude většinová část populace žít ve velkých městech, a to až 70 procent ze současných 49 procent. Aby bylo možné tuto rostoucí poptávku uspokojit, bude nutné výrazně navýšit produkci potravin ve všech odvětvích. Jen obilovin by bylo nutné vyprodukovat ročně až o 200 milionů tun více, kolem roku 2050 by tedy šlo o celkem 470 milionů tun. Toho lze dosáhnout například intenzivnější sklizní či rozšiřováním orné půdy, přičemž největší část se bude nacházet v rozvojových zemích, kde je efektivita využívání vody k dalším účelům stále nízká.

### Nedostatek vody
Zatímco množství vody potřebné k produkci potravin z důvodu nárůstu populace také narůstá, hladina řek a jezer postupně klesá. Bude nevyhnutelné, aby se lidé o tyto omezené zdroje dělili mnohem více, než je tomu v současnosti. Pohle mnohých expertů je nedostatek vody jednou z nejtěžších výzev, které budeme v budoucnu čelit.
Momentálně je nedostatkem vody ovlivněno více než 4 miliardy obyvatel. Tento problém se nebude týkat pouze oblastí s nedostatkem vody, výrazně ovlivněna bude taktéž celosvětová produkce potravin.
FAO varuje před nárůstem konfliktů o vodu, které již momentálně probíhají. Můžeme například zmínit boj o vodu v provincii Petorca v Chile mezi místní komunitou a avokádovými plantážemi. Tyto konfrontace mohou postupně vést až k destabilizaci společnosti či k ozbrojeným konfliktům mezi jednotlivými státy.

### Degradace půdy
Dalším riziko pro naši planetu představuje degradace zemní půdy, ke které dochází především vlivem extrémního sucha. Jedná se o proces, při kterém dochází ke snížení úrodnosti půdy. Degradace půdy může mít mnoho podob, pokaždé má však negativní dopad na produkci jídla a zadržování vody v zemi. Kvůli tomu se postižená část půdy stane neúrodnou.
Podle nejnovějších zpráv žije v současnosti 43 procent obyvatel světa v místech s určitou mírou degradace půdy. Odhaduje se, že do roku 2050 budou v dalších takových oblastech žít více než 4 miliardy naší populace. Nejzranitelnější jsou oblasti subsaharské Afriky, Střední a latinské Ameriky, kde vlivem klimatu dochází k největším suchům. Kolem roku 2050 dojde k využití veškeré volné půdy k zemědělství s výjimkou neobyvatelných oblastí zahrnujících pouště, hory, tundry a polární regiony.
Pravděpodobnost, že dojde k boji o zbývající území, se stále zvyšuje. Tyto konflikty bývají hlavním spouštěčem pro nucenou migraci obyvatel, například pro nás známou migrační krizi způsobenou válečnými konflikty v Sýrii. Jelikož tyto migrace probíhají mezistátně, bude nutné počítat se zpřísněním ochrany státních hranic a systému sociální ochrany. 